# Tutti gli anni una volta l'anno
Tutti gli anni una volta l'anno è un film del 1994 diretto da Gianfrancesco Lazotti.